# لويد أوستن
لويد جيمس أوستن (بالإنجليزية: Lloyd Austin)‏ (ولد في 8 أغسطس/اب 1953) جنرال متقاعد في الجيش الأمريكي وموظف مدني حالي، شغل منصب وزير الدفاع الأمريكي من 22 يناير 2021 إلى 20 يناير 2025 في إدارة الرئيس الأمريكي جو بايدن، وشغل سابقاً قبل تقاعده من الجيش في عام 2016 منصب القائد الثاني عشر للقيادة المركزية الأمريكية وهو أول أمريكي من أصول أفريقية يتولى هذا المنصب. شغل منصب نائب رئيس أركان الجيش الثالث والثلاثين من يناير 2012 إلى مارس 2013، وقائدًا لقوات الولايات المتحدة في العراق من سبتمبر 2010 إلى ديسمبر 2011. وهو أول أمريكي من أصل أفريقي يشغل كلًا من هذه المناصب.
عمل أوستن نائب رئيس هيئة الأركان الأمريكية المشتركة وقبلها كان الجنرال أوستن أخر قائد للقوات الأمريكية في العراق، وتحت أمرته جرت عملية الفجر الجديد والتي أستمرت حتى 15 ديسمبر/كانون الأول 2011 وخلالها تم سحب أخر جندي أمريكي من العراق. وفي 6 كانون الأول/ديسمبر 2012 أعلن البنتاغون إن الرئيس باراك أوباما رشح الجنرال أوستن لمنصب قائد القيادة المركزية الأمريكية. أقره مجلس الشيوخ الأمريكي في هذا المنصب 5 مارس/أذار 2013 وتولاه رسمياً في 22 مارس/اذار 2013. وفي 1 فبراير 2024، اعتذر علنا عن إخفاء إصابته بسرطان البروستات ودخوله إلى المستشفى، الأمر الذي أثار ضجة في البلاد.
بعد تقاعده من القوات المسلحة، انضم أوستن إلى مجالس إدارة رايثيون تيكنولوجيز ونوكور وTenet Healthcare وجامعة أوبورن. في 7 ديسمبر 2020، تم ترشيحه لمنصب وزير الدفاع من قبل الرئيس المنتخب آنذاك جو بايدن وتم تأكيده من قبل مجلس الشيوخ الأمريكي في 22 يناير 2021 بأغلبية 93 صوتًا مقابل صوتين.